# Merla (rivière)
La rivière Merla, ou Merlo est un cours d'eau d'Ukraine prenant sa source dans l'oblast de Kharkiv, et confluant avec la rivière Vorskla dans l'oblast de Poltava. Elle fait partie du bassin hydrographique du fleuve Dniepr.

## Géographie
La rivière Merla prend sa source au niveau de la localité de Riasne, dans l'oblast de Kharkiv, à 171 mètres d'altitude. Elle s'écoule vers le sud-ouest en passant par les communes de Bohodoukhiv, Houty et de Krasnokoutsk, entre dans le territoire de l'oblast de Poltava, et conflue avec la rivière Vorskla au niveau de la localité de Chevtchenkove. Elle fait partie du système hydrographique de la rive gauche du Dniepr.